# Abactochromis labrosus
Abactochromis labrosus, tropski slatkovodni ciklid (Cichlidae) iz jezera Malawi u Africi. Opisala ga je prva 1935. britanska ihtiologinja Ethelwynn Trewavas pod nazivom Melanochromis labrosus, a onda je vrsta prebačen u poseban monotipni rod Abactochromis.
Naziv dolazi od grčkog 'abactus' = protjerati, a aludira možda i na njegovu naviku da su pojedinci usamljene neteritorijalne lutalice (možda protjrerani od ostalih ciklida), kao i na njegovo preseljenje u zaseban rod iz roda Melanochromis gdje je pogrešno ostao svrstan 75 godina.
Rod Abactochromis opisali su Michael K. Oliver i Matt Arnegard. A. labrosus naraste do 11.5 centimetara a može ga se naći na dubinama do 30 metara u vodama od 23°C - 26°C. Odlikuje se velikom glavom, medijalno latičastim usnama.